# Корана (Индијана)
Корана (енгл. Corunna) град је у америчкој савезној држави Индијана.

## Демографија
По попису из 2010. године број становника је 254, што је 0 (0,0%) становника више него 2000. године.
| Група             | 2000.       | 2010.       |
| Белци             | 237 (93,3%) | 237 (93,3%) |
| Афроамериканци    | 0 (0,0%)    | 1 (0,4%)    |
| Азијати           | 0 (0,0%)    | 1 (0,4%)    |
| Хиспаноамериканци | 11 (4,3%)   | 11 (4,3%)   |
| Укупно            | 254         | 254         |